# Teijlingen (buurtschap)
Teijlingen is een buurtschap in Voorhout, gelegen nabij de noordwestelijke rand van Sassenheim, behorend tot het grondgebied van de gemeente Teylingen (hiervoor behoorde het tot de gemeente Voorhout). De buurtschap is bekend om het Slot Teylingen, gesticht in de 13e eeuw en in de 15e eeuw bewoond door de Hollandse gravin Jacoba van Beieren. De nabijgelegen Keukenduin in Lisse (waar later kasteel Keukenhof werd gesticht) hoorde ook bij het Slot Teylingen (de oogst van de Keukenduin was bestemd voor de huishouding van het slot).
Ten westen van Sassenheim en Lisse ligt een duinrug met de naam Teijlingen, die teruggaat op een gereconstrueerd Germaans woord *taglingja ‘staart’ of ‘smalle, hoge duinrug’; dit Germaanse woord is ook terug te vinden in het Engelse tail.
Dorpen: Sassenheim · Voorhout · Warmond

Buurtschappen: Klinkenberg · Oosteinde · Teijlingen

Zuid-Holland: Steden en dorpen    Nederland: Provincies · Gemeenten